# Match Group
Match Group, Inc. ist ein US-amerikanisches Technologieunternehmen mit Hauptsitz im texanischen Dallas. Es besitzt und betreibt über 45 soziale Netzwerke und Singlebörsen, unter anderem Tinder, Match.com, Meetic, OkCupid, Hinge, PlentyOfFish, Ship und OurTime. Sein weltweiter Marktanteil im Segment Onlinedating betrug 2017 knapp 40 %. Das Unternehmen gehörte bis 2020 dem Medienunternehmen InterActiveCorp (IAC) und hatte im ersten Quartal 2020 insgesamt 9,9 Millionen Abonnenten, davon 4,6 Millionen in Nordamerika.

## Geschichte
Die Match Group wurde 2009 von ihrer Muttergesellschaft IAC unabhängig und ging 2015 an die Börse. Seitdem übernahm man mehr als 20 unabhängige Singlebörsen und integrierte sie in sein Netzwerk.
Im August 2018 reichte Sean Rad, Mitbegründer von Tinder, eine Klage in Höhe von zwei Milliarden US-Dollar gegen die Match Group ein. Er behauptete, sie und ihre Mutter IAC hätten Tinder absichtlich unterbewertet, um die Auszahlung von Aktienoptionen an das ursprüngliche Team des Unternehmens zu vermeiden. Rad und seine Mitkläger beschuldigten auch den ehemaligen Tinder-CEO, Greg Blatt, der sexuellen Belästigung. Das Unternehmen wies die Vorwürfe als „unbegründet“ zurück.
2019 wurde das Unternehmen von der US-amerikanischen Federal Trade Commission (FTC) wegen Vorwürfen unfairer und irreführender Handelspraktiken verklagt. Laut der Zivilklage der FTC wurden Anzeigen und Profile gefälscht, um Nutzer der kostenlosen Version zu ermutigen, für Premium-Abonnementdienste bei Match.com zu bezahlen. Konten – die von der Website als verdächtig oder potenziell betrügerisch gekennzeichnet wurden – konnten keine bezahlten Abonnenten benachrichtigen, durften jedoch weiterhin Nachrichten an nicht zahlende Benutzer schreiben.
Im Juli 2020 erfolgte die vollständige Trennung des Unternehmens von IAC.

## Marken (Auswahl)
Stand Juli 2020 besitzt Match Group die folgenden Dating-Dienste:
- Amourex
- Black People Meet
- BLK
- Chispa
- Disons Demain
- Hawaya (ehemals Harmonica)
- Hinge
- Lexa.nl
- LoveScout24
- Match.com
- Meetic
- neu.de
- OkCupid
- OurTime
- Pairs
- ParPerfeito
- Partner.de
- Plenty of Fish
- Ship
- Tinder
- Twoo
- Upward